# Reninus wagneri
Reninus wagneri är en skalbaggsart som beskrevs av Desbordes 1923. Reninus wagneri ingår i släktet Reninus och familjen stumpbaggar. Inga underarter finns listade i Catalogue of Life.